# Гончаров, Николай Петрович
Никола́й Петро́вич Гончаро́в (род. 2 января 1959, г. Тулун Иркутской обл.) — российский учёный, специалист в области генетики растений, занимается изучением частной и сравнительной генетики пшениц и их сородичей, а также методическими основами селекции растений и историей генетики и селекции растений.
Академик РАН (2016, член-корреспондент РАСХН с 2010), доктор биологических наук (2002).
С 1990 года заведующий сектором генетики пшениц Института цитологии и генетики (ИЦиГ) СО РАН, с которым связана почти вся его деятельность. Профессор Новосибирского государственного аграрного университета.
Лауреат премии имени академика М. А. Лисавенко СО РАСХН (2010).

## Биография
Родился в семье учёных-растениеводов П. Л. Гончарова (1929—2016) и А. В. Гончаровой (род. 1936). Окончил Новосибирский государственный университет (1981), биологическое отделение факультета естественных наук. С того же года, с перерывом на аспирантуру, работает в Институте цитологии и генетики СО АН. В 1983—1986 годах — аспирант Всесоюзного НИИ растениеводства им. Н. И. Вавилова (научный руководитель — профессор А. Ф. Мережко). С 1990 года — заведующий сектором генетики пшениц Института цитологии и генетики СО РАН, с 2014 года — заведующий кафедрой селекции, генетики и лесоводства Новосибирского государственного аграрного университета.
Докторская диссертация «Сравнительная генетика пшениц и их сородичей» защищена в 2001 году.
Член редколлегий журналов «Proceeding of the Latvian academy of sciences. Section B: Natural, exact and applied sciences» (Рига), «Генетические ресурсы растений» (Харьков), «Историко-биологические исследования» (Санкт-Петербург) и межведомственного научного сборника «Селекция и семеноводство» (Харьков). Состоит членом экспертной комиссии РАН по присуждению премии им. академика П. П. Лукьяненко (с 2010).
Участник семи международных экспедиций. Принимает активное участие в создании Национального банка для сохранения гермиплазмы растений в вечной мерзлоте в Якутске.
Академик РАН c 28.10.2016 по Отделению сельскохозяйственных наук (растениеводство), член-корреспондент c 27.06.2014, член-корреспондент РАСХН с 18.02.2010.
Опубликовал более 250 научных трудов, из них 12 монографий.